# Зарчин
Зарчин е винен сорт грозде. Произхожда от Югославия. Среща се в Северозападна България, в Сливенско и Чирпанско. Дава редовни добиви. Подходящ е за засаждане в райони с по-топъл климат. Узрява през втората половина на септември. Устойчив-на гниене. От гроздето се получават обикновени вина.